# John de Bever

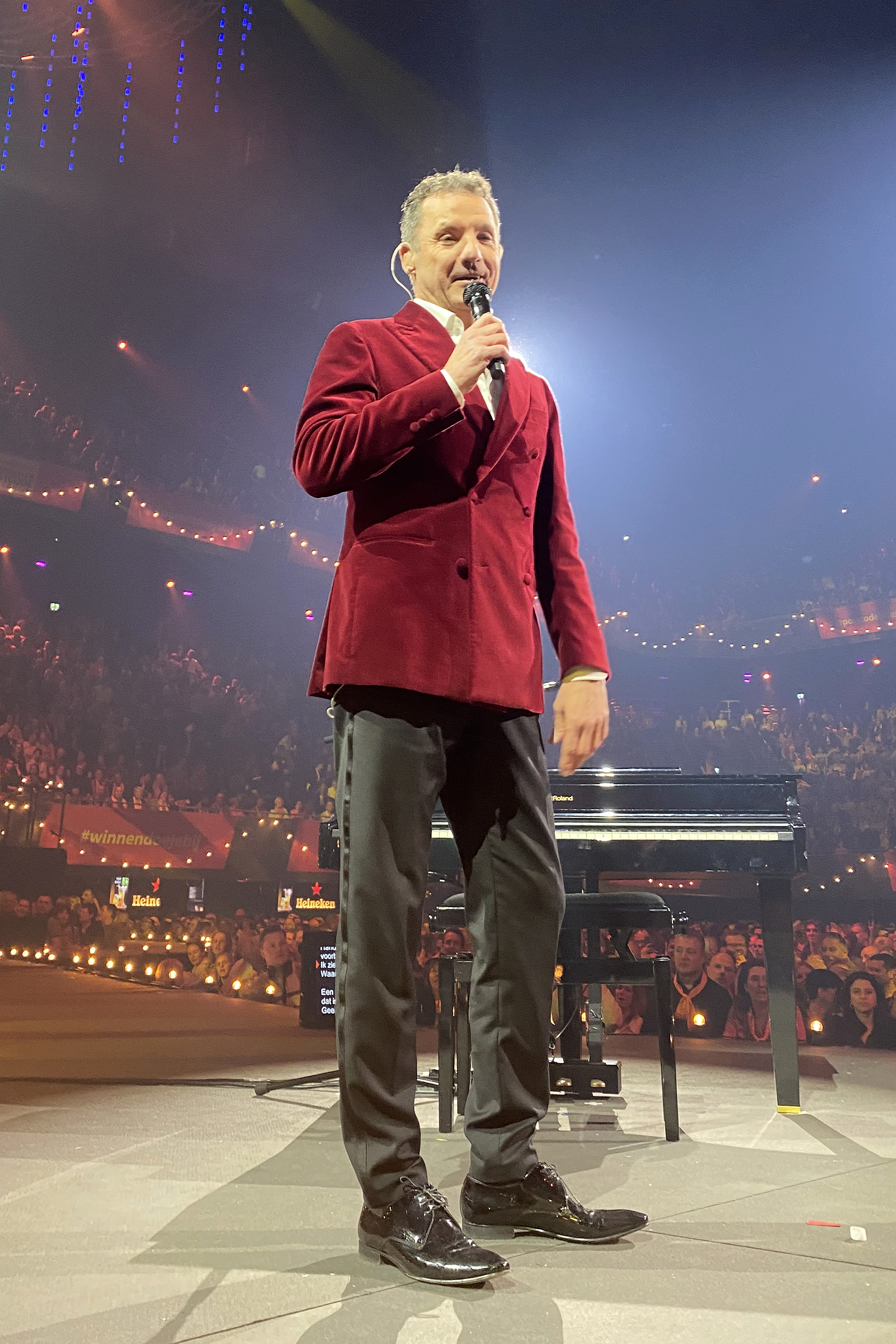
John de Bever tijdens Holland Zingt Hazes 2023

Johannes Gijsbertus Marinus de Bever (Berlicum, 7 april 1965) is een Nederlands voormalig prof- en zaalvoetballer. Na het beëindigen van zijn spelersloopbaan werd De Bever zanger.

## Biografie
In juli 1979 werd De Bever op veertienjarige leeftijd als zanger ontdekt door Pierre Kartner tijdens een optreden op de Nijmeegse Vierdaagse. Het nummer Als ik later eens trouw, dat Kartner voor hem schreef, bereikte in maart 1980 de tipparade. Er volgden nog drie singles en een elpee. Hierna besloot De Bever voorlopig te stoppen met zijn zangcarrière en zich toe te gaan leggen op het voetbal.

## (Zaal)voetbalcarrière

### Clubcarrière
De Bever verwierf hierna faam als zaalvoetballer, onder andere bij de toenmalige topclub Bunga Melati uit Tilburg. In de winterstop van het seizoen 1992/93 maakte hij de overstap naar het veldvoetbal door een contract te tekenen bij Dordrecht'90. Onder leiding van trainer Han Berger maakte hij zijn debuut voor die club op 13 januari 1993 in de thuiswedstrijd tegen RKC Waalwijk (0–1). Zijn carrière in het Nederlands betaald voetbal bleef beperkt tot een half seizoen, waarin hij slechts tot vijf wedstrijden kwam.
Na zijn avontuur bij Dordrecht'90 kwam hij in België nog uit voor onder andere La Louvière, Diest en Witgoor Sport Dessel. Successen kende hij echter vooral in het zaalvoetbal, waarvoor hij in de jaren 90 in Nederland samen met Edwin Grünholz het boegbeeld vormde. Hij kwam diverse keren uit voor het Nederlands zaalvoetbalteam. In 1997 werd hij tijdens het eerste toernooi om de Intercontinental Futsal Cup in Brazilië, het wereldkampioenschap voor clubteams waar hij speelde voor Bunga Melati dat verrassend haar poule won en de halve finale haalde, bekroond tot beste speler van het toernooi. Begin jaren 90 richtte hij zijn eigen zaalvoetbalteam op: De Bever Boys.

### Interlandcarrière
De Bever speelde achtentwintig interlands (achttien doelpunten) voor het Nederlands zaalvoetbalteam en debuteerde op 23 april 1988 in de interland tegen België. De Bever speelde op het EK 1996, het WK 1996 en het EK 2001.

### Trainerscarrière
Tussen 2005 en 2007 was hij trainer van zaalvoetbalteam FCK De Hommel uit Sint-Michielsgestel, dat uitkwam in de Topdivisie zaalvoetbal.

## Zangcarrière
In 2006 keerde De Bever als zanger weer terug uit de anonimiteit, door het duet Toen kwam jij op te nemen met Anny Schilder. Hij scoorde 32 Single Top 100-hits.
In januari 2011 scoort De Bever een bijzondere dubbele hitnotering in de Single Top 100 met de single Ik heb maling aan wat mensen zeggen en de B-kant Kleine leugenaar die beide individueel een notering opleverden in de Single Top 100.
In 2014 was De Bever een van de vierentwintig kandidaten die meededen aan het derde seizoen van de Nederlandse uitvoering van het tv-spelprogramma Fort Boyard. De Bever is een vaste gast tijdens het Mega Piraten Festijn, waar hij sinds november 2014 optreedt. Sinds 2013 was hij ook regelmatig te zien in het voetbalpraatprogramma Voetbal Inside op RTL 7.
Het album Dat is de liefde, dat hij met Marianne Weber in 2015 opnam, ging meer dan 10.000 keer over de toonbank. Hij maakte ook een voetbalhit met Jan Smit en in 2023 een album met Corry Konings.
In 2015 scoorde hij een hit met het nummer Jij krijgt die lach niet van mijn gezicht, waarmee De Bever uitgroeide tot een cultheld in de Nederlandse amateurvoetbalcultuur. De plaat werd een veel gedraaid nummer in voetbalkantines en -kleedkamers. Op 20 september 2016 kreeg De Bever voor zijn hit een Buma NL Award en een Gouden Award voor de verkoop van meer dan twintigduizend exemplaren. Ook kreeg hij een platina plaat voor de verkoop van tachtigduizend exemplaren. Het nummer werd via YouTube meer dan dertig miljoen keer beluisterd. Een jaar later werd het nummer een anthem voor de voetbalsters van het Nederlands vrouwenvoetbalelftal tijdens het EK Vrouwen 2017 in eigen land. Door het grote succes van de Oranje Leeuwinnen kwam De Bever landelijk in de schijnwerpers, wat vele mediaoptredens van de zanger tot gevolg had. Tevens liet De Bever een speciale voetbaltekst schrijven op het originele nummer. Hij voerde het nummer live uit bij de huldiging van de Leeuwinnen in Utrecht.
In november 2016 coverde De Bever de single Daar in dat kleine café aan de haven van Pierre Kartner. In de videoclip is een hoofdrol weggelegd voor zijn ontdekker.
In 2020 ontving Veronica Inside de Gouden RadioRing. Presentator Wilfred Genee had daarvoor flink campagne gevoerd om de prijs te winnen. Zo nam hij samen met De Bever het nummer Jij krijgt die ring niet van mij cadeau op. Dat nummer werd al zo'n 150.000 keer bekeken op YouTube.
In december 2020 bracht De Bever op verzoek van Energiedirect.nl het nummer Kerst wordt altijd weer gevierd uit, tevens uitgebracht in een PSV-versie.

## Overig
In 2021 was De Bever een van de deelnemers van het eenentwintigste seizoen van het RTL 4-programma Expeditie Robinson, hij viel als zevende af en eindigde daarmee op de twintigste plaats.
Sinds 26 mei 2022 is De Bever te zien in zijn eigen realityserie genaamd De Bevers dat wekelijks om 20.30 uur werd uitgezonden door RTL 5. Met dit programma behoorde De Bever in 2022 bij de laatste drie genomineerde op het Gouden Televizier-Ring Gala, hij wist de prijs echter niet te winnen. Datzelfde jaar, in oktober 2022, was De Bever te zien in een gastrol in de Videoland-film De Kleine Grote Sinterklaasfilm. In diezelfde maand was De Bever ook te zien als ‘secret singer’ in het televisieprogramma Secret Duets.
In 2023 speelde De Bever de barman in The Passion 2023. In 2024 deed De Bever mee aan het televisieprogramma Stars on Stage, waar hij als eerste afviel. In datzelfde jaar was hij te zien als gast in het televisieprogramma Chateau Meiland VIPS. Ook deed De Bever in 2024 samen met zijn partner Kees mee aan het televisieprogramma Code van Coppens: De wraak van de Belgen. Tevens deed hij in 2024 samen met Wolter Kroes mee aan het televisieprogramma Het Jachtseizoen. Ook deed De Bever dat jaar mee aan het televisieprogramma Moordfeest. 
In 2025 was De Bever samen met zijn man als panellid te zien in het televisieprogramma Ranking the Stars. Ook was De Bever dat jaar te zien als gastartiest in het televisieprogramma Het Holland Huis. Daarnaast deed hij in 2025 samen met partner Kees en vrienden mee aan het televisieprogramma De kwis met ballen VIPS.

## Persoonlijk
John de Bever staat bekend als een van de weinige profvoetballers die is uitgekomen voor zijn homoseksualiteit. In 2005 maakte Omroep Brabant een portret over De Bever. Op 10 april 2009 trouwde hij met zijn vriend en manager Kees Stevens.

## Discografie

### Albums
| Album met eventuele hitnotering(en) in de Nederlandse Album Top 100 | Datum van verschijnen | Datum van binnenkomst | Hoogste positie | Aantal weken | Opmerkingen        |
| ------------------------------------------------------------------- | --------------------- | --------------------- | --------------- | ------------ | ------------------ |
| Rozen Voor Moeder                                                   | 1979                  | -                     | -               | -            |                    |
| Samen Door Het Leven                                                | 22 augustus 2003      | -                     | -               | -            |                    |
| Dit Ben Ik                                                          | januari 2006          | -                     | -               | -            |                    |
| Ik Zal Je Alles Vergeven                                            | januari 2007          | -                     | -               | -            |                    |
| Kom Eens Dicht Bij Mij                                              | januari 2008          | 05-01-2008            | 46              | 5            |                    |
| Geef Je Over Aan De Liefde                                          | april 2009            | 02-05-2009            | 44              | 2            |                    |
| Ik Heb Maling Aan Wat Mensen Zeggen                                 | 22-10-2010            | 06-11-2010            | 73              | 1            | cd & dvd           |
| Vaarwel Alle Zorgen                                                 | 2013                  | 13-04-2013            | 7               | 13           |                    |
| Dat Is De Liefde                                                    | 2016                  | 30-04-2016            | 4               | 12           | met Marianne Weber |
| Jij Krijgt Die Lach Niet Van Mijn Gezicht                           | 2017                  | 11-11-2017            | 16              | 4            |                    |
| Een Vriend Voor Het Leven                                           | 2023                  | 05-05-2023            | 6               | 10           | met Corry Konings  |

| Album met hitnotering(en) in de Vlaamse Ultratop 200 albums | Datum van verschijnen | Datum van binnenkomst | Hoogste positie | Aantal weken | Opmerkingen        |
| ----------------------------------------------------------- | --------------------- | --------------------- | --------------- | ------------ | ------------------ |
| Dat Is De Liefde                                            | 2016                  | 07-05-2016            | 104             | 9            | met Marianne Weber |
| Jij Krijgt Die Lach Niet Van Mijn Gezicht                   | 2017                  | 11-11-2017            | 161             | 1            |                    |

### Singles
| Single met eventuele hitnotering(en) in de Nederlandse Top 40                       | Datum van verschijnen | Datum van binnenkomst | Hoogste positie | Aantal weken | Opmerkingen                                      |
| ----------------------------------------------------------------------------------- | --------------------- | --------------------- | --------------- | ------------ | ------------------------------------------------ |
| Als Ik Later Eens Trouw / Al Ben Ik Nog Jong                                        | 1979                  | 15-03-1980            | tip7            | -            | als Johnny / Nr. 28 in de Single Top 100         |
| Als Vader Huilt / Vrij, Vrij, Vrij                                                  | 3 mei 1980            | -                     |                 |              | als Johnny                                       |
| Anneliesje / Naar Oma                                                               | 22 november 1980      | -                     |                 |              | als Johnny                                       |
| Samen Door Het Leven / Met Jou Op Reis                                              | 1991                  | -                     |                 |              | Vinyl Single                                     |
| Als Ik Je Straks Weer In M'n Armen Hou / Wij Waren Vrienden                         | 1995                  | -                     |                 |              |                                                  |
| Oh Carol                                                                            | 2001                  | -                     |                 |              |                                                  |
| Wanneer, Wanneer, Wanneer                                                           | 2002                  | -                     |                 |              |                                                  |
| De Kille Stilte                                                                     | 2004                  | -                     |                 |              |                                                  |
| Daar Sta Je Dan                                                                     | 2005                  | -                     |                 |              |                                                  |
| Oh Jij Ja Jij                                                                       | 2005                  | -                     |                 |              |                                                  |
| Toen Kwam Jij                                                                       | 14-10-2006            | -                     |                 |              | met Anny Schilder / Nr. 80 in de Single Top 100  |
| Ik Zal Je Alles Vergeven / Nooit Meer Alleen / Liegen, Liegen, Liegen               | 2007                  | -                     |                 |              |                                                  |
| Jij Bent De Zon Voor Mij / Hitmedley                                                | 2007                  | -                     |                 |              |                                                  |
| Vrouw Van Mijn Dromen                                                               | 2007                  | -                     |                 |              | met Frank Verkooijen                             |
| Dans Tot De Morgen                                                                  | 12-2-2008             | -                     |                 |              | Nr. 24 in de Single Top 100                      |
| Una Fiësta Del Amor                                                                 | 16-8-2008             | -                     |                 |              | Nr. 24 in de Single Top 100                      |
| Niemand Zal Het Ware Weten EP                                                       | 31-1-2009             | -                     |                 |              | Nr. 81 in de Single Top 100                      |
| Kom In M'n Armen                                                                    | 1-3-2009              | -                     |                 |              |                                                  |
| "Ik Mis Je"                                                                         | 15-4-2009             | -                     |                 |              | Duet Met Bianca Folkers                          |
| Mensen Kijken En Wijzen                                                             | 19-9-2009             | -                     |                 |              | Nr. 98 in de Single Top 100                      |
| In Deze Liefdesnacht                                                                | 9-1-2010              | -                     |                 |              | met Liesbeth / Nr. 88 in de Single Top 100       |
| Ben Jij Alleen?                                                                     | 6-3-2010              | -                     |                 |              | Nr. 26 in de Single Top 100                      |
| Een Vrolijk Liedje (Viva La Vida)                                                   | 12-6-2010             | -                     |                 |              | Nr. 39 in de Single Top 100                      |
| Kleine Leugenaar / Ik Heb Maling Aan Wat Mensen Zeggen                              | 10-1-2011             | -                     |                 |              | Nr. 48 in de Single Top 100                      |
| Je Bent De Knapste, De Mooiste En Zo Spontaan                                       | 14-4-2011             | -                     |                 |              | Nr. 41 in de Single Top 100                      |
| Als Een Hemel Zonder Sterrenlicht                                                   | 29-8-2011             | -                     |                 |              | Nr. 51 in de Single Top 100                      |
| Wanneer, Wanneer, Wanneer                                                           | 10-12-2011            | -                     |                 |              | Nr. 38 in de Single Top 100                      |
| Als Je Alles Hebt                                                                   | 10-3-2012             | -                     |                 |              | met Charlène / Nr. 57 in de Single Top 100       |
| We Schudden... (Whoppa)                                                             | 7-7-2012              | -                     |                 |              | Nr. 65 in de Single Top 100                      |
| Waarom Waarom Waarom / Als een Hemel zonder sterrenlicht [Kerstversie]              | 5-10-2012             | -                     |                 |              | Nr. 48 in de Single Top 100                      |
| Het Gaat Om Liefde                                                                  | 2-3-2013              | -                     |                 |              | Nr. 11 in de Single top 100                      |
| Ik Vergeef Je / Levenslied Medley                                                   | 19-10-2013            | -                     |                 |              | Nr. 24 in de Single Top 100                      |
| Vaarwel Alle Zorgen                                                                 | 13-12-2013            | -                     |                 |              | Nr. 33 in de Single Top 100                      |
| Laat Ons Dansen                                                                     | 15-2-2014             | -                     |                 |              | Nr. 8 in de Single Top 100                       |
| Meer Hoef Ik Niet                                                                   | 2-08-2014             | -                     |                 |              | Nr. 39 in de Single Top 100                      |
| Denk Nog Een Keer Aan Mij                                                           | 31-1-2015             | -                     |                 |              | met Marianne Weber / Nr. 51 in de Single Top 100 |
| Jij Krijgt Die Lach Niet Van Mijn Gezicht                                           | 19-3-2015             | -                     |                 |              | Nr. 65 in de Single Top 100                      |
| Dat Is De Liefde                                                                    | 6-11-2015             | -                     |                 |              | met Marianne Weber                               |
| Oh Was Ik Maar Rijk En Niet Zo Knap                                                 | 3-3-2016              | -                     |                 |              |                                                  |
| Jij Krijgt Die Lach Niet Van Mijn Gezicht (PSV versie Kampioen 2015-2016)           | 9-5-2016              | -                     |                 |              |                                                  |
| Een Echte Vriend                                                                    | 10-6-2016             | -                     |                 |              | met Marianne Weber                               |
| Jij Krijgt Die Lach Niet Van Mijn Gezicht (DJ Maurice Remix)                        | 5-8-2016              | -                     |                 |              |                                                  |
| Daar In Dat Kleine Café Aan De Haven                                                | 11-11-2016            | -                     |                 |              |                                                  |
| Als Ik 't Allemaal Had Geweten                                                      | 7-4-2017              | -                     |                 |              |                                                  |
| Jij Krijgt Die Lach Niet Van Mijn Gezicht (oranje versie)                           | 5-8-2017              | -                     |                 |              | Nr. 99 in de Single Top 100                      |
| Ga Maar Terug Naar Je Eigen Land                                                    | 29-9-2017             | -                     |                 |              | Nr. 1 in de iTunes Top 100                       |
| Kerkklokken Luiden In De Toren                                                      | 1-12-2017             | -                     |                 |              | Kerstsingle                                      |
| Proost Op Het Leven                                                                 | 29-1-2018             | -                     |                 |              |                                                  |
| Jij Krijgt Die Lach Niet Van Mijn Gezicht (PSV versie Kampioen 2017-2018)           | 9-4-2018              | -                     |                 |              |                                                  |
| Laat Het Licht Maar Uit (We doen het in het donker)                                 | 24-8-2018             | -                     |                 |              |                                                  |
| Schat Van Mij                                                                       | 1-3-2019              | -                     |                 |              | met Marianne Weber                               |
| Wij Zijn Nederland                                                                  | 17-5-2019             | 08-06-2019            | tip22*          |              | met Jan Smit, André Rieu & Jack van Gelder       |
| Ik Vier Het Leven Liever Hier                                                       | 16-8-2019             | -                     |                 |              |                                                  |
| Jij Krijgt Die Ring Niet Van Ons Cadeau                                             | 27-1-2020             | -                     |                 |              | met Wilfred Genee & Dennis Schouten              |
| Graven Naar Goud                                                                    | 7-2-2020              | -                     |                 |              |                                                  |
| Jij Wel                                                                             | 7-4-2020              | -                     |                 |              |                                                  |
| Allemaal Hetzelfde                                                                  | 6-7-2020              | -                     |                 |              |                                                  |
| Kerst Wordt Altijd Weer Gevierd (PSV editie)                                        | 7-12-2020             | -                     |                 |              |                                                  |
| Ik Ga Leven                                                                         | 7-04-2021             | -                     |                 |              |                                                  |
| Laat Ze Beven (Oranje EK 2020)                                                      | 18-05-2021            | -                     |                 |              |                                                  |
| Laat Ze Beven (Voetbal Vrouwen 2021)                                                | 16-07-2021            | -                     |                 |              |                                                  |
| Hé John                                                                             | 23-09-2021            | -                     |                 |              |                                                  |
| Jij Krijgt Die Lach Niet Van Mijn Gezicht / Laat Iedereen Maar Naar Zichzelf Kijken | 29-10-2021            | -                     |                 |              | Vinyl Single                                     |
| Een Vriend Voor Het Leven                                                           | 22-04-2022            | -                     |                 |              | met Corry Konings                                |
| Leve De Lol                                                                         | 17-06-2022            | -                     |                 |              |                                                  |
| Jouw Stem, Jouw Lach, Jouw Blik                                                     | 21-10-2022            | -                     |                 |              | met Corry Konings                                |
| Geloof Jij Echt In Sprookjes                                                        | 17-03-2023            | -                     |                 |              | met Corry Konings                                |
| 't Is Moeilijk Bescheiden Te Blijven                                                | 7-04-2023             | -                     |                 |              |                                                  |
| Vrienden Voor Het Leven                                                             | 6-10-2023             | -                     |                 |              | als De Bevers                                    |
| Reisje Langs De Rijn                                                                | 19-01-2024            | -                     |                 |              | Willeke Alberti & De Bevers                      |
| Waar Zijn Al Mijn Vrienden                                                          | 19-04-2024            | -                     |                 |              |                                                  |
| Voor Geen Goud                                                                      | 30-08-2024            | -                     |                 |              |                                                  |
| Belle En Het Beest                                                                  | 11-04-2025            | -                     |                 |              |                                                  |

| Single met hitnotering(en) in de Vlaamse Ultratop 50 | Datum van verschijnen | Datum van binnenkomst | Hoogste positie | Aantal weken | Opmerkingen |
| ---------------------------------------------------- | --------------------- | --------------------- | --------------- | ------------ | ----------- |
| We schudden... (Whoppa)                              | 2012                  | -                     | 65              | 5            |             |
| Laat ons dansen                                      | 2014                  | -                     | 8               | 6            |             |
| Meer hoef ik niet                                    | 2014                  | -                     | 39              | 5            |             |
| Jij krijgt die lach niet van mijn gezicht            | 2015                  | -                     | 65              | 2            |             |
| Daar in dat kleine café aan de haven                 | 2016                  | 17-12-2016            | tip             | -            |             |

### Dvd's
| Dvd's met eventuele hitnoteringen in de Nederlandse Music Top 30 | Datum van verschijnen | Datum van binnenkomst | Hoogste positie | Aantal weken | Opmerkingen |
| ---------------------------------------------------------------- | --------------------- | --------------------- | --------------- | ------------ | ----------- |
| In concert                                                       | 2015                  | 17-01-2015            | 1(1wk)          | 33           |             |